# Unión de Ganaderos y Agricultores de León
La Unión de Ganaderos y Agricultores de León (UGAL), es una Organización Profesional Agraria que se crea en noviembre de 1991, quedando constituida oficialmente el 17 de mayo de 1992.
Fundamentalmente tiene una amplia implantación en las vegas de los ríos Esla y Órbigo, pero también tiene cierta presencia entre el sector ganadero de la Montaña Central Leonesa.

## Historia
UGAL nace de la escisión del sindicato agrario UCL (Unión de Campesinos Leoneses) que se había creado en el año 1977, y que fue una de las piezas más importantes en la Revolución Agraria en los años de la transición a nivel provincial, regional e incluso nacional.
UGAL es una organización de carácter unitario, democrática, territorial y sectorial, independiente y progresista.
UGAL está integrada en UPA (Unión de Pequeños Agricultores) a nivel Nacional y a nivel de Castilla y León, para mejorar en la defensa de sus fines y objetivos y en los servicios que aporta a sus afiliados/as

## Estructura orgánica
- Secretario General: Matías Llorente Liébana
- Vicesecretario: José Manuel Zapatero Santos
- Secretario de Organización: Valentín Martínez Redondo

## UGAL como agrupación electoral
UGAL ha participado en la política institucional desde el comienzo de la democracia municipal en 1979. En las elecciones de ese año acudieron bajo la denominación de Electores Campesinos Leoneses consiguiendo varias decenas de concejales y alcaldías de pequeños municipios de su zona de influencia.
Desde 1983 a 2012 se presentó en coalición a las elecciones municipales con el PSOE, rompiéndose dicho pacto en agosto de dicho año por divergencias entre UGAL y la nueva dirección provincialsocialista. Este acuerdo ha supuesto la presencia de miembros de UGAL en la Diputación de León.
Desde 2014 UGAL tiene un acuerdo electoral con UPL, que supondrá la utilización de las siglas de UPL en las elecciones locales, y la presencia de miembros de UGAL en las candidaturas leonesistas a las Cortes de Castilla y León y la Diputación de León.